# Завербован
«Завербо́ван» (англ. Enlisted) — американский комедийный телесериал, который транслировался на телеканале Fox с 10 января по 28 марта 2014 года. Fox заказал 13 эпизодов сериала в мае 2013 года. Несмотря на низкие рейтинги сериал получил положительные отзывы.
26 марта канал решил прекратить показывать телесериал, а 7 мая 2014 года ситком был закрыт. Оставшиеся 4 эпизода были показаны с 1 по 22 июня 2014 года.

## Сюжет
Военного Пита Хилла из-за недоразумения переводят из Афганистана в тыл. Тут он является командиром небольшого отряда, в котором также состоят его менее успешные братья Деррик и Рэнди.

## В ролях

### Основной состав
- Джофф Стульц — старший сержант Пит Хилл
- Крис Лоуэлл — капрал Деррик Хилл
- Паркер Янг — рядовой первого класса Рэнди Хилл
- Кит Дэвид — комманд-сержант-майор Дональд Коуди
- Анжелика Кебрал — старший сержант Джилл Перес

### Второстепенный состав
- Кайл Дэвис — рядовой первого класса Добкисс
- Таня Гунади — рядовой первого класса Парк
- Мел Родригес — специалист Чубовски
- Морт Бёрк — рядовой первого класса Морт Гамбл
- Мишель Буто — рядовой первого класса Таниша Робинсон
- Росс Филипс — второй лейтенант Тайсон Шнибергер
- Джесси Ходжес — Эрин
- Роб Ламер — Сэм

## Эпизоды
| №  | Название                                                          | Режиссёр         | Автор сценария                                                  | Дата премьеры   | Произв. код | Зрители в США (млн) |
| -- | ----------------------------------------------------------------- | ---------------- | --------------------------------------------------------------- | --------------- | ----------- | ------------------- |
| 1  | «Pilot» «Пилот»                                                   | Фил Трэйл        | Кевин Бигел                                                     | 10 января 2014  | 1AWV79      | 2,41                |
| 2  | «Randy Get Your Gun» «Рэнди берёт ружьё»                          | Фил Трэйл        | Джефф Чианг и Эрик Зиобровски                                   | 17 января 2014  | 1AWV05      | 2,01                |
| 3  | «Pete's Airstream» «Воздушный поток Пита»                         | Мэтт Сон         | Тереза Маллиган Розенталь                                       | 24 января 2014  | 1AWV02      | 3,23                |
| 4  | «Homecoming» «Возвращение домой»                                  | Майкл МакДональд | Скотт Разерфорд                                                 | 31 января 2014  | 1AWV09      | 2,79                |
| 5  | «Rear D Day» «День Д в тылу»                                      | Фил Трэйл        | Кевин Бигел                                                     | 7 февраля 2014  | 1AWV01      | 1,83                |
| 6  | «Brother and Sister» «Брат и сестра»                              | Питер Лоэр       | Питер A. Найт                                                   | 28 февраля 2014 | 1AWV04      | 1,90                |
| 7  | «Parade Duty» «Обязанности по параду»                             | Фил Трэйл        | Майк Ройс                                                       | 7 марта 2014    | 1AWV03      | 1,84                |
| 8  | «Vets» «Ветеринары»                                               | Фрэд Госс        | Кейт Пёрди                                                      | 14 марта 2014   | 1AWV06      | 1,36                |
| 9  | «Paint Cart 5000 vs. The Mondo Spider» «Гольф-карт против робота» | Фил Трэйл        | Питер A. Найт и Тереза Маллиган Розенталь                       | 28 марта 2014   | 1AWV10      | 1,33                |
| 10 | «Prank War» «Шуточная война»                                      | Кевин Бигел      | Фил Трэйл                                                       | 1 июня 2014     | 1AWV07      | 1,14                |
| 11 | «The General Inspection» «Генеральная инспекция»                  | Ричи Кин         | Санжай Шах                                                      | 8 июня 2014     | 1AWV08      | 1,00                |
| 12 | «Army Men» «Человек армии»                                        | Линда Мендоза    | Лора Гатин Петерсон и Кейт Пурди                                | 15 июня 2014    | 1AWV11      | 1,18                |
| 13 | «Alive Day» «День выживания»                                      | Фил Трэйл        | История: Санжай Шах Телесценарий: Джефф Чианг и Эрик Зиобровски | 22 июня 2014    | 1AWV12      | 0,90                |